# Viana Júnior
Viana Júnior, nome artístico de Sérgio von Puttkammer (São Paulo, 10 de junho de 1941 — Itanhaém, 7 de junho de 2010), foi um humorista brasileiro melhor conhecido por seu personagem Apolônio, que ao lado da Velha Surda (Roni Rios) participava do humorístico A Praça da Alegria na antiga TV Record – posteriormente intitulada A Praça é Nossa no SBT.

## Carreira
Viana Júnior iniciou sua carreira no cinema no filme “Tristeza do Jeca”, em 1961, ao lado de Amácio Mazzaroppi. Em 1963, mais uma vez em um filme de Mazzaroppi, atuou no filme “Casinha Pequenina”, voltando a atuar no cinema apenas em 1977, em “A Árvore dos Sexos”, do diretor Sílvio de Abreu. No mesmo ano atuou em “Nem As Enfermeiras Escapam“, filme dirigido por André José Adler. 
Na televisão, Viana Júnior trabalhou na TV Record, em 1963, fazendo o programa “Sete Belo Show“, e de 1965 a 1967, também na Record, fez “Mãos ao Ar” e também atuou na novela humorística “Quatro Homens Juntos”.
Em 1968, ainda na TV Record, entrou no programa de Manoel da Nóbrega, “A Praça da Alegria”, onde permaneceu até 1970. Quando o programa foi para a TV Globo, em 1977, ele já trabalhava nessa emissora e criou o personagem Apolônio, que contracenava com a velha surda, interpetada por Roni Rios. Quando Carlos Alberto de Nóbrega assumiu a apresentação do programa que tinha sido por tantos anos apresentado por seu pai, Viana Júnior o acompanhou e ficou muito anos atuando no humorístico do SBT, “A Praça é Nossa”.

## Doença e falecimento
Vítima de tumor cerebral, o humorista sofria de ataxia cerebelar, doença que faz com que não se tenha controle sobre os movimentos musculares, motivo pelo qual ele se utilizava de cadeira de rodas.
Em maio de 2010, vários artistas realizaram um show para ajudar a arrecadar fundos para o tratamento de saúde de Viana Júnior. Participaram do evento Moacyr Franco, Marly Marley, Silvio Brito, Sula Miranda, Demétrius, Luiz Ayrão, entre outros.
Porém, no dia 7 de junho de 2010, Viana Júnior faleceu em sua casa, aos 68 anos, de falência múltipla dos órgãos.

## Filmografia

### Televisão
| Ano             | Título               | Papel              | Notas                         |
| --------------- | -------------------- | ------------------ | ----------------------------- |
| 1963            | Sete Belo Show       |                    |                               |
| 1965            | Quatro Homens Juntos | Pavani             |                               |
| 1965            | Ceará contra 007     | Agildo             |                               |
| 1965            | Quem Bate            | Padilha            |                               |
| 1965/67         | Mãos ao Ar           | Billy the Kid      |                               |
| 1963/70 1977/78 | A Praça da Alegria   | Apolônio           |                               |
| 1981/83         | Reapertura           | Vários Personagens |                               |
| 1990/2004       | A Praça é Nossa      | Apolônio           |                               |
| 2004            | Meu Cunhado          | Dr. Jamil          | Episódio: " Doação de Graças" |

### Cinema
| Ano  | Título                     | Papel                        |
| ---- | -------------------------- | ---------------------------- |
| 1961 | Tristeza do Jeca           | Caipira                      |
| 1962 | O Vendedor de Linguiça     | Assistente de Produção       |
| 1963 | Casinha Pequenina          | Assistente de Produção       |
| 1977 | A Árvore dos Sexos         | Ambrósio, o chefe do Correio |
| 1977 | Nem as Enfermeiras Escapam | Cacique Machu Paka           |